# کتابخانه ایالتی بامبرگ
کتابخانه ایالتی بامبرگ (به زبان آلمانی Staatsbibliothek Bamberg) یک کتابخانه عمومی، منطقه‌ای و تحقیقاتی است که تمرکز آن بر حوزه علوم انسانی است. کتابخانه ایالتی بامبرگ در بخش ضمیمه شرقی کاخ شاهزاده-اسقف سابق در بامبرگ قرار دارد و ایالت بایرن کتابخانه را اداره می کند.

## وظایف
کتابخانه ایالتی بامبرگ نقش مهمی در تأمین اطلاعات و منابع ادبی برای شهر و منطقه دارد و برای اهداف علمی، کار حرفه‌ای و آموزش شخصی در دسترس علاقه‌مندان قرار دارد. به عنوان یک کتابخانه منطقه‌ای، کتابخانه ایالتی بامبرگ آثار ادبی مربوط به بامبرگ و اوبرفرانکن را جمع‌آوری می‌کند. علاوه بر این، مواد مربوط به افرادی که از نظر تولد یا فعالیت با منطقه یا شهر ارتباط دارند نیز گردآوری می‌شود.

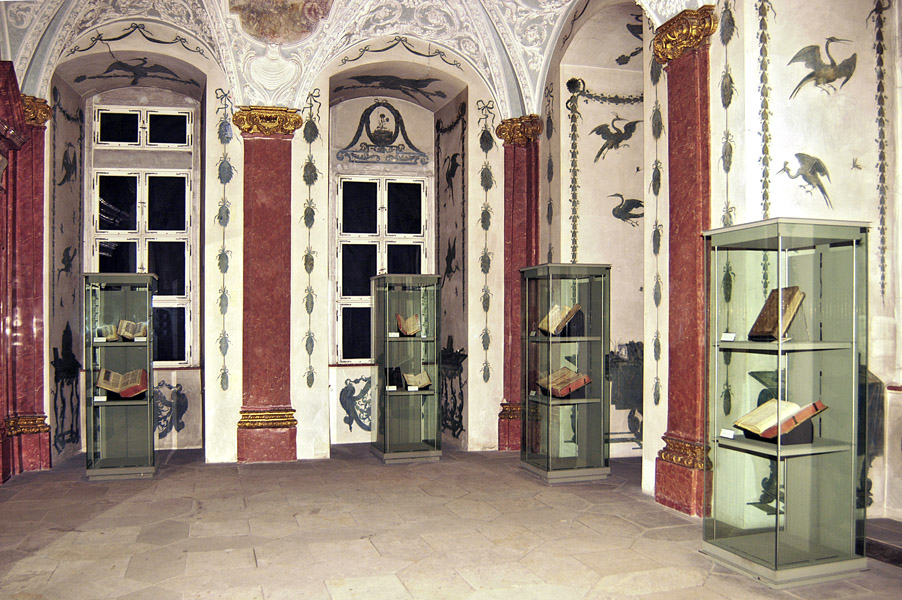
اتاق نمایشگاه

## مجموعه‌ها کتابخانه
در کتابخانه ایالتی بامبرگ حدود ١٠٠٠ نسخه خطی قرون وسطایی نگهداری می‌شود که عمدتاً هدایا از سوی امپراتور هاینریش دوم حستند و از جمله سه نسخه که به برنامهٔ حافظهٔ جهانی یونسکو  تعلق دارند. به دلیل مجموعه غنی از نسخه‌های خطی قرون وسطی و کتاب‌های اولیه چاپی، کتابخانه ایالتی بامبرگ به عنوان یک کتابخانه پژوهشی با رتبه بین‌المللی شناخته می‌شود.

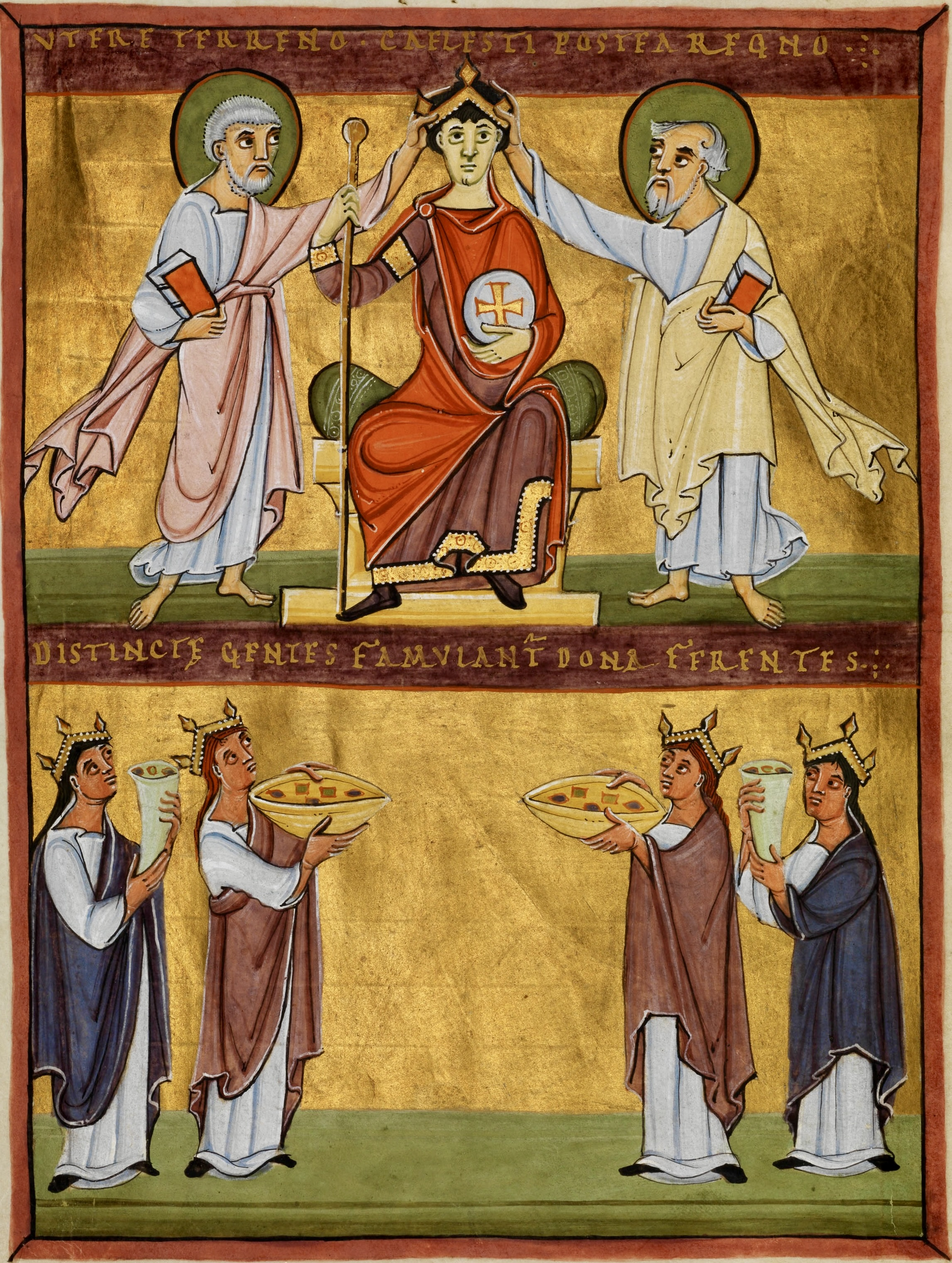
»آخرالزمان بامبرگ« Msc.Bibl.140

کتابخانه ایالتی بامبرگ سالانه حدود ۵٠٠٠ رسانه را خریداری می‌کند به خصوص در مورد موضوعات جغرافیای تاریخی فرانکونی، تاریخ قرون وسطی، تاریخ هنر، کتاب شناسی و همچنین بر آثار ا. ت. آ. هوفمان و ژان پل.

## دیجیتالی شدن
بیشتر چاپ‌های قرن‌های شانزدهم تا نوزدهم بین سال‌های ١٣٩٨ تا ١۴٠٣ در چارچوب دیجیتالی‌سازی انبوه توسط گوگل دیجیتالی شدند. از آن زمان، حدود ۱۱۱.۵۰۰ عنوان دیجیتالی شده با بیش از ۳۴ میلیون صفحه از طریق فهرست این کتابخانه‌ و همچنین گوگل بوکز به صورت آنلاین در دسترس هستند.